# Live It Up
«Live It Up» (укр. «Переживи це») — пісня, з якою турецький гурт Юксек Садакат представляв Туреччину на пісенному конкурсі Євробачення 2011. Пісня була виконана в першому півфіналі, 10 травня, але до фіналу не пройшла .